# Cratere Roche (Fobos)
Roche è un cratere sulla superficie di Fobos.
Il cratere è dedicato all'astronomo francese Édouard Roche.